# ريتشارد باتلر (كاتب أغاني)
ريتشارد باتلر (بالإنجليزية: Richard Butler)‏ هو كاتب أغاني بريطاني، ولد في 5 يونيو 1956 في كينغستون ‏ في المملكة المتحدة.

## وصلات خارجية
- ريتشارد باتلر على موقع IMDb (الإنجليزية)
- ريتشارد باتلر على موقع ميوزك برينز (الإنجليزية)
- ريتشارد باتلر على موقع أول ميوزيك (الإنجليزية)
- ريتشارد باتلر على موقع ديسكوغز (الإنجليزية)
- ريتشارد باتلر على موقع قاعدة بيانات الفيلم (الإنجليزية)